# マルガリタ・ティス・エラザス
マルガリタ・ティス・エラザス・ケ・ザニアス（ギリシャ語: Μαργαρίτα της Ελλάδας και Δανίας, 1905年4月18日 - 1981年4月24日）は、ギリシャの王族。ゲオルギオス1世の孫娘の1人。ギリシャ王女およびデンマーク王女。ドイツのホーエンローエ＝ランゲンブルク侯ゴットフリートに嫁いだ。

## 生涯

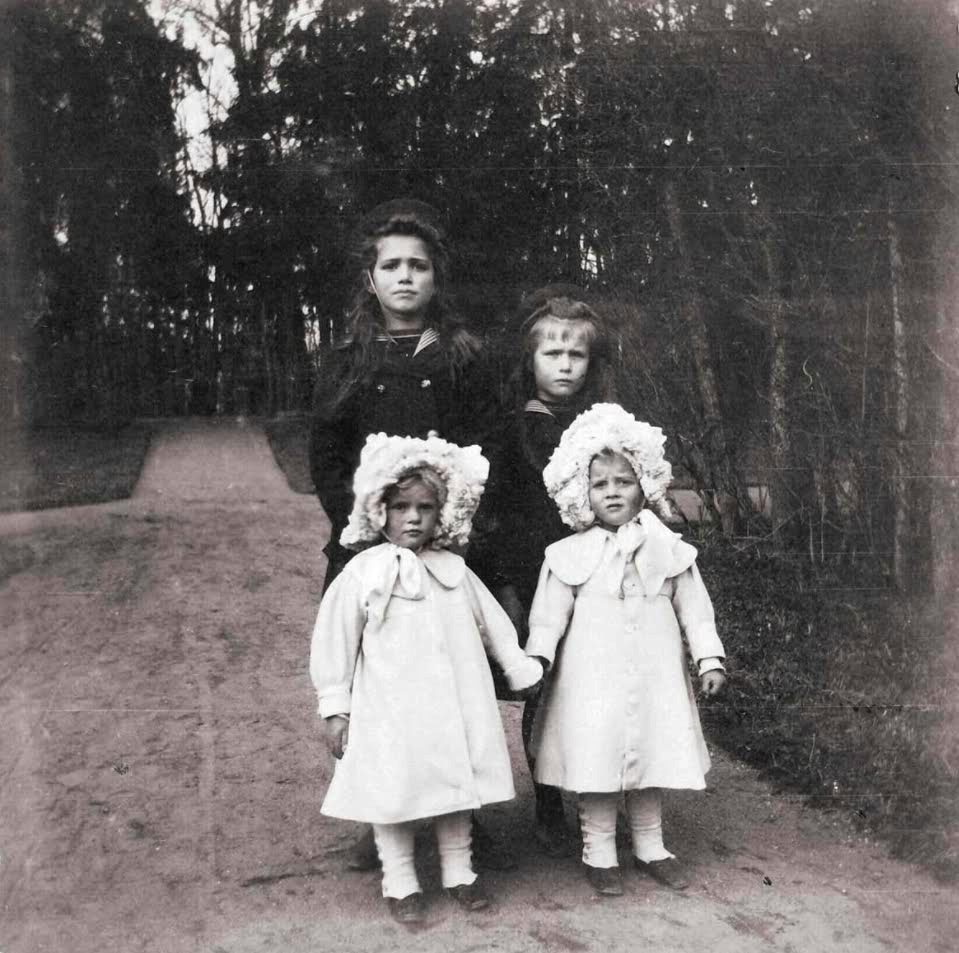
1908年。後列左：マリア皇女（ロシア）、後列右：アナスタシア皇女（ロシア）、前列左：マルガリタ王女、前列右：セオドラ王女

ゲオルギオス1世の四男アンドレアス王子とその妻アリス・オブ・バッテンバーグの長女、第1子として、ギリシャのコルフ島で生まれた。母方の祖父はイギリスに帰化したドイツ貴族の初代ミルフォード＝ヘイヴン侯爵ルイス・アレグザンダー・マウントバッテンである。弟のフィリッポスは、イギリス女王エリザベス2世と結婚してエディンバラ公となった。三人の妹、セオドラ（バーデン辺境伯夫人）、セシリア（ヘッセン大公世子妃）、ソフィア（ハノーファー王子妃）は、いずれもマルガリタと同じくドイツの王侯貴族に嫁いだ。
マルガリタは1931年4月20日、第8代ホーエンローエ＝ランゲンブルク侯ゴットフリートと結婚した。ゴットフリートの母親アレクサンドラはイギリスのヴィクトリア女王の孫娘であり、マルガリタもヴィクトリア女王の玄孫にあたるので、2人は遠縁の関係にあった。夫妻は6人の子女をもうけた。一番下の2人の息子、ループレヒトとアルブレヒトは双子だった。

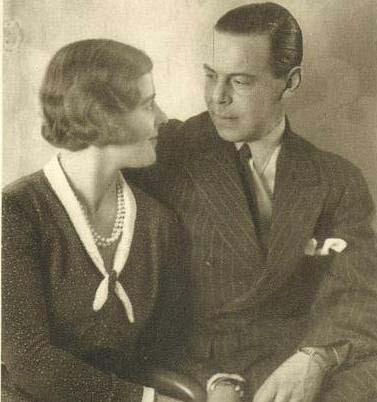
夫ゴットフリートと

マルガリタは1981年に西ドイツのランゲンブルクで死去した。

## 子女
- 娘（1933年、死産）
- クラフト・アレクサンダー・エルンスト・ルートヴィヒ・エミッヒ（ドイツ語版）（1935年 - 2004年） - 第9代ホーエンローエ＝ランゲンブルク侯、1965年にシャルロット・ド・クロイと初婚（1990年に離婚）、1992年にイルマ・ポスペッシュと再婚
- ベアトリクス・アリーツェ・マリー・メリタ・マルガレーテ（1936年 - 1997年）
- ゲオルク・アンドレアス・ハインリヒ（1938年 - 2021年） - 1968年にルイーゼ・パウリーネ・フォン・ショーンブルク＝ヴァルデンブルクと結婚
- ループレヒト・ジギスムント・フィリップ・エルンスト（1944年 - 1978年）
- アルブレヒト・ヴォルフガング・クリストフ（1944年 - 1992年） - マリア＝ヒルデガルト・フィッシャーと結婚